# Stefano Dal Monte
Stefano Dal Monte (Imperia, 22 agosto 1943 – Genova, 19 giugno 2009) è stato un calciatore italiano, di ruolo centrocampista o attaccante.

## Carriera
Cresciuto nell'Imperia, gioca due stagioni in Serie D, ottenendo il secondo posto nel Girone A nella stagione 1960-1961.
Nel 1962 passa al Genoa, club in cui milita quattro stagioni, tre in Serie A e una in Serie B. Esordì con il Grifone il 22 settembre 1963, in occasione della sconfitta casalinga per 0-2 contro il Catania.  
Con i genoani vince  la Coppa dell'Amicizia italo-francese 1963 e retrocede in cadetteria al termine della Serie A 1964-1965.
Nel novembre 1965 passa alla Casertana, con cui gioca tre campionati ottenendo il secondo posto nel Girone C della Serie C 1967-1968, e poi gioca per altri due anni in Serie C con il Savona.
Nel 1970 passa alla Pistoiese, con cui ottiene due secondi posti nel Girone E della Serie D nelle due stagioni trascorse con gli arancioni toscani.
Nel 1972 passa alla Gaviese con cui vince il Girone A della Serie D 1972-1973, ottenendo la promozione in Serie C.
Nella stagione 1973-1974 gioca in Serie D tra le file dell'Imperia, ottenendo il terzo posto del Girone A.
L'ultimo club in cui gioca è la Sestrese nel 1975.

## Palmarès

### Competizioni internazionali
- Coppa dell'Amicizia: 1

Genoa: 1963

### Competizioni nazionali
- Serie D: 1

Gaviese: 1972-1973